# L'olocausto
L'olocausto (titolo alternativo: Visi e maschere) è un film muto italiano del 1918 diretto da Gero Zambuto.

## Censura
Il film venne girato nel 1916 e sarebbe dovuto uscire con il titolo di Chiomadoro, ma la sua programmazione nei cinematografi italiani fu sospesa dalla censura per le scene riproducenti ambienti malavitosi, contrarie alla morale pubblica. L'Itala Film lo ritirò dal mercato, e due anni dopo, lo ripresentò con il titolo L'olocausto e ridotto di metratura dai 1400 metri originali a 955. La versione integrale venne regolarmente proiettata nelle sale cinematografiche estere.